# Кутер-Кутон
Куте́р-Куто́н (рос. Кутер-Кутон, удм. Пуро починка) — присілок в Малопургинському районі Удмуртії, Росія.
Урбаноніми:
- вулиці — Зарічна, Центральна

## Населення
Населення — 92 особи (2010; 87 в 2002).
Національний склад станом на 2002 рік:
- удмурти — 99 %